# Sukhoi Su-9 (1946)
Bài này mô tả máy bay đầu tiên có tên gọi Su-9 và Su-11. Sau này cũng có máy bay mang tên tương ứng là Sukhoi Su-9 và Sukhoi Su-11, nhưng đây là những mẫu máy bay tiêm kích có tốc độ siêu âm.
Sukhoi Su-9 hay Samolet K (tiếng Nga: Aircraft K), là một máy bay phản lực được chế tạo sớm ở Liên Xô không lâu sau khi kết thúc chiến tranh thế giới II. Su-9 cũng được dùng làm cơ sở để phát triển Su-11 (Samolet LK) và Su-13 (Samolet TK).

## Thiết kế và phát triển

### Sukhoi Su-9
Nó có hình dạng bề ngoài tương tự như máy bay Messerschmitt Me 262 của Đức quốc xã, nhưng Su-9 lại không liên quan gì đến loại máy bay kia. Chuyến bay đầu tiên được thực hiện vào ngày 13 tháng 11-1946 và việc thử nghiệm diễn ra liên tục trong tháng đã chứng tỏ một kết quả khá khả quan. Su-9 là một thiết kế tiên tiến tại thời điểm đó với một ghế phóng và một hệ thống phóng rocket JATO (2x 11.27 kN {2.530 lbf} cung cấp lực đẩy trong 8 s). Lần đầu tiên trên một máy bay Liên Xô, Su-9 dùng một dù phanh và phanh hơi trên cánh. Máy bay xuất hiện đầu tiên trước công chúng vào 3 tháng 8-1947 tại sân bay Tushino.
Việc phát triển Su-9 bị hạn chế bởi những thành kiến liên quan về hình dáng của nó với Me 262. Sự cạnh tranh của máy bay thiết kế bởi Aleksandr Yakovlev đã chống lại Sukhoi trước Joseph Stalin.
Su-9 bị hủy bỏ khi Su-11 (LK) xuất hiện.

### Sukhoi Su-11

Su-11

Đầu năm 1947, Su-11 được sửa đổi từ nguyên mẫu huấn luyện 2 chỗ Su-9 rồi được chế tạo. Su-11 được hoàn thành vào tháng 5-1947. Sự thay đổi quan trọng nhất là sự thay thế những động cơ của Đức Jumo 004B bằng những động cơ của Liên Xô mạnh hơn là Lyulka TR-1 với sức đẩy mỗi động cơ là 12.7 kN (2.865 lbf). Su-11 trở thành máy bay đầu tiên của Liên Xô sử dụng những động cơ chế tạo trong nội địa. Cánh và thân máy bay được xem xét lại để thích nghi với động cơ cỡ lớn Lyulka. Su-11 bay lần đầu tiên vào 28 tháng 5-1947 với phi công là G.M. Shiyanov. Các chuyến bay thử nghiệm để lộ ra nhiều sự bất ổn khi bay với vận tốc lớn và động cơ Lyulka không đáng tin cậy và dần dần đã bị hủy bỏ. Và cuối cùng, dự án bị hủy bỏ trong tháng 4-1948.

### Sukhoi Su-13
Su-13 là sự nỗ lực cuối cùng để làm tăng thêm hiệu suất của thiết kế Su-9 cơ bản. Bề dày cung cánh được giảm bớt từ 11% đến 9% và cánh đuôi là loại cánh quét. Máy bay cũng được lắp 2 động cơ Klimov RD-500 (sản xuất theo giấy phép của Rolls-Royce Derwent), với lực đẩy mỗi chiếc là 15.6 kN (3.500 lbf). Một phiên bản tiêm kích ban đêm với radar và 2x pháo 37 mm Nudelman N-37 cũng có trong kế hoạch, Tuy nhiên, vận tốc cự đại dự kiến lại ở dưới 1.000 km/h (540 knots, 620 mph), nên dự án đã bị hủy bỏ trước khi mẫu thử nghiệm được hoàn thành.

## Quốc gia sử dụng
Liên Xô
- Không quân Xô viết

## Thông số kỹ thuật Su-9)

Su-9

Dữ liệu 

### Đặc điểm riêng
- Phi đoàn: 1
- Chiều dài: 10.57 m (34 ft 8 in)
- Sải cánh: 11.21 m (36 ft 9 in)
- Chiều cao: 3.72 m (12 ft 2 in)
- Diện tích cánh: 20.24 m² (217.87 ft²)
- Trọng lượng rỗng: 4 060 kg (8.950 lb)
- Trọng lượng cất cánh: 5 890 kg (12.990 lb)
- Trọng lượng cất cánh tối đa: 6 380 kg (14.070 lb)
- Động cơ: 2× động cơ phản lực Tumansky RD-10, lực đẩy 8.8 kN (1.984 lbf) mỗi chiếc
- Sức chứa nhiên liệu: 1.750 kg (3.860 lb)

### Hiệu suất bay
- Vận tốc cực đại: 885 km/h (480 knots, 550 mph) trên 5 000 m (16.405 ft)
- Tầm bay: 1.140 km (615 nm, 710 mi)
- Trần bay: 12.800 m (41.984 ft)
- Vận tốc lên cao: 4.2 phút/ 5 000 m (16.405 ft)
- Lực nâng của cánh: 291 kg/m² (60 lb/ft²)
- Lực đẩy/trọng lượng: 0.31
- Thời gian bay kéo dài: 1 giờ 44 phút

### Vũ khí
- 1x pháo 37 mm Nudelman N-37 với 30 viên đạn (1x pháo 45 mm Nudelman N-45 có thể được thay thế)
- 2x pháo 23 mm Nudelman-Suranov NS-23 với 200 viên đạn/súng
- Mang được 500 kg (1.100 lb) bom (1x FAB-500 hoặc 2x FAB-250)

## Nội dung liên quan

### Máy bay có tính năng tương tự
- Messerschmitt Me 262 - Máy bay phản lực đầu tiên trên thế giới.
- Gloster Meteor - Máy bay phản lực đầu tiên của quân Đồng minh.
- Bell P-59A
- Nakajima Kikka

### Danh sách tiếp theo
Sukhoi Su-4 - Sukhoi Su-5 - Sukhoi Su-6 - Sukhoi Su-7 (I) - Sukhoi Su-8 - Sukhoi Su-9 (1946) - Sukhoi Su-10 - Sukhoi Su-11 - Sukhoi Su-13